# Labroye
Labroye  (Aussprache [laˈbʁwa], niederländisch: De Bomen)  ist eine französische Gemeinde mit 143 Einwohnern (Stand: 1. Januar 2022) im Département Pas-de-Calais in der Region Hauts-de-France (vor 2016 Nord-Pas-de-Calais). Sie gehört zum Arrondissement Montreuil und zum Gemeindeverband Les 7 Vallées. Die Einwohner werden Arboredois und Arboredoises genannt.

## Lage
Die Gemeinde Labroye liegt am Südwestrand des Artois am Fluss Authie, der hier die Grenze zum Département Somme bildet, 23 Kilometer nordöstlich der Küstenstadt Abbeville. Die frühere Route nationale 28 führt über Labroye. Nachbargemeinden von Labroye sind Regnauville im Norden, Caumont im Nordosten, Tollent im Südosten, Le Boisle im Südwesten sowie Raye-sur-Authie im Nordwesten.

## Bevölkerungsentwicklung
| Jahr                       | 1962 | 1968 | 1975 | 1982 | 1990 | 1999 | 2006 | 2014 | 2022 |
| -------------------------- | ---- | ---- | ---- | ---- | ---- | ---- | ---- | ---- | ---- |
| Einwohner                  | 174  | 181  | 144  | 146  | 157  | 173  | 164  | 163  | 143  |
| Quellen: Cassini und INSEE |      |      |      |      |      |      |      |      |      |

## Sehenswürdigkeiten

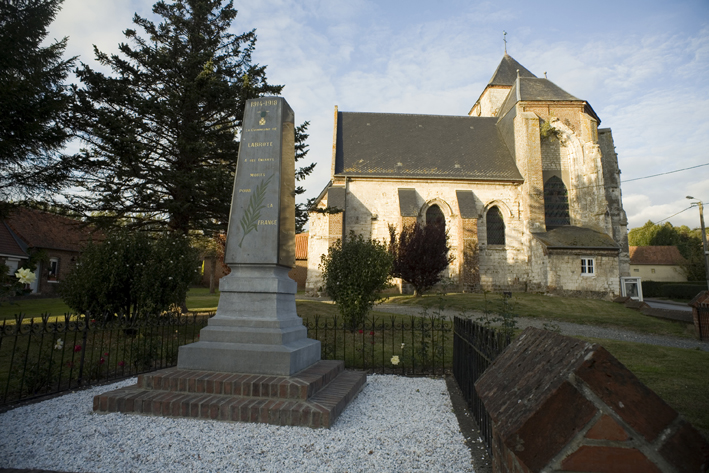
Kirche Saint-Martin
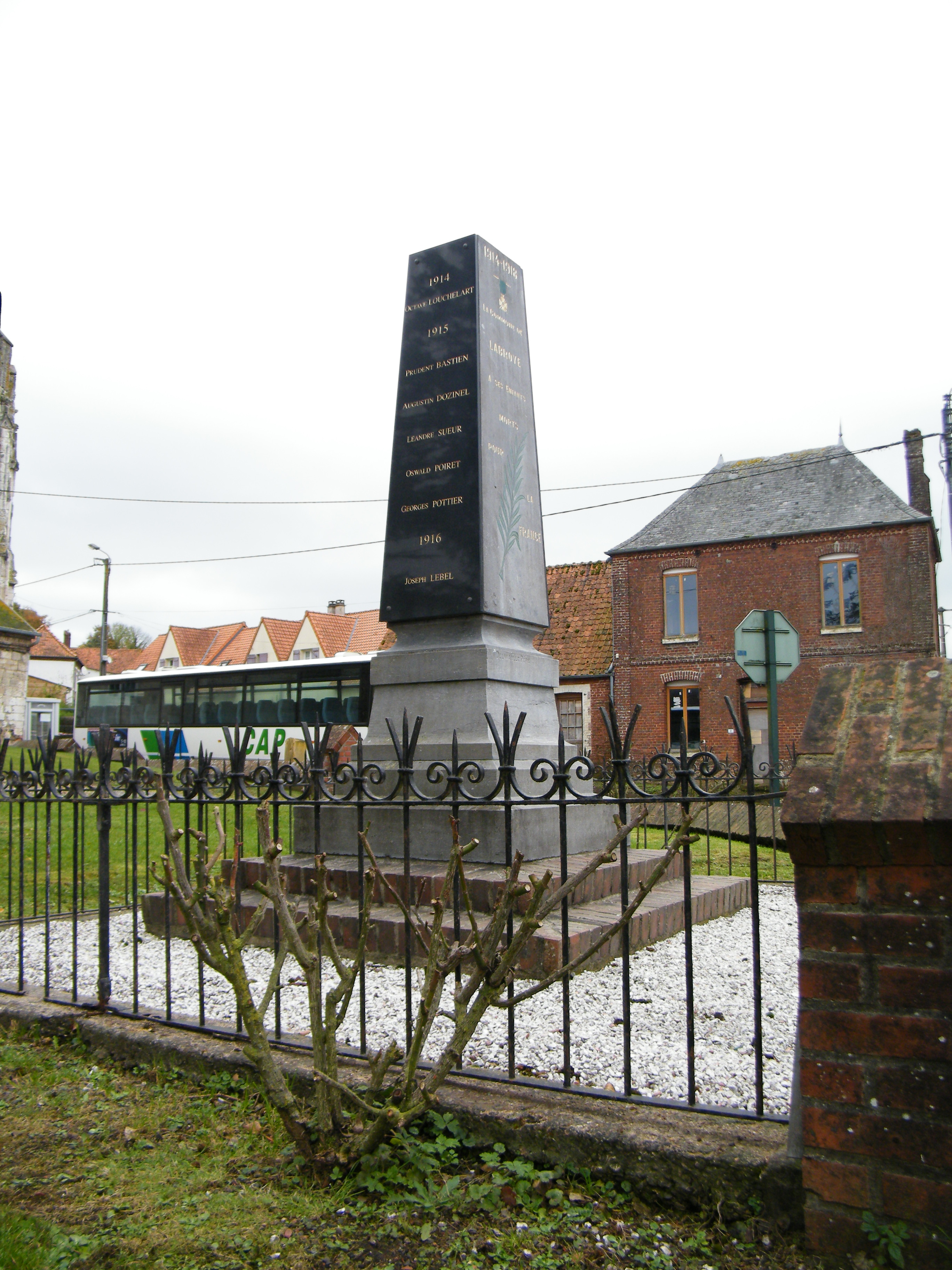
Gefallenendenkmal

- Kirche Saint-Martin
- Gefallenendenkmal

## Belege
1. ↑  De Nederlanden in Frankrijk, Jozef van Overstraeten, 1969